# 刘道一 (宋仁宗)
刘道一，生卒年不详，宋仁宗的女官、姬妾。

## 生平
刘氏自民间入宫，初为司饰（女官名），又曾经掌供御膳，偶得进幸。封彭城县君。
刘氏恃宋仁宗之恩，多有凌慢举动。一夕，遂在延福宫揭屏风紙自作奏章，凡数百字，几乎感动上意，但最终被驱逐。嘉祐四年（1059年），刘氏被遣於洞真宫出家修道，法号为法正虚妙大师，赐名道一。后又因其他过罪，削发为妙法院尼姑。